# Dendrobium stenophyllum
Dendrobium stenophyllum är en orkidéart som beskrevs av Rudolf Schlechter. Dendrobium stenophyllum ingår i släktet Dendrobium, och familjen orkidéer. Inga underarter finns listade i Catalogue of Life.